# 코다 요시이에
고다 요시이에 (業田 良家)
만화가.
1958년 7월 27일 후쿠오카 현에서 출생. 대학에서 법학을 전공하다 중퇴하고 1983년 고단샤 '영 매거진'에서 주관하는 치바 데쓰야 상에 응모했다가 낙선하지만 편집자의 눈에 띄어 다음 해 4컷 만화 『고다 군』으로 데뷔했다. 1980년대 후반에는 정계를 풍자하는 4컷 만화 『시어터 앗파레』, 주인공이 국회에 들어가 정치 개혁을 단행한다는 스토리의 『요시이에 동화' 등 정치 만화 시리즈로 화제를 불러 일으켰다. 1990년대에는 『백년 가와야나기, 호랑이의 가죽』, 『고다 철학당』 등으로 호평 받았다.
그 밖의 작품으로는 『미나모토 형사』, 『집념의 형사』, 『여자는 지겨워』, 『남자의 지조』, 『백 명의 이야기』, 『너무해! 흙탕물 지로 씨』, 『노래하는 남자』, 『시인 켄』, 등이 있다.
『자학의 시』는 1985년에서 1990년까지 고분샤에서 발행했던 잡지 《주간 보석》에 연재했다. 단행본으로도 출간되었던 이 작품은 1996년 다케쇼보로 이전되어 출간되었고, 스테디셀러가 된 작품이다. 2007년 나카타니 미키, 아베 히로시 주연으로 영화화되어 좋은 반응을 얻었다. ‘고다 철학당’ 시리즈 중 한 편인 「공기 인형」도 고레에다 히로카즈 감독의 연출, 배두나 주연으로 영화화되었으며 2009년 칸 영화제의 ‘주목할 만한 시선’ 섹션에 초청되기도 했다.
2013년, 『기계장치의 사랑』(機械仕掛けの愛)으로 제 17회 데즈카 오사무 문화상 단편상 수상.

## 작품

#### 만화
『자학의 시 (自虐の詩)』: 2009년 세미콜론에서 출간 (전 2권)
1. 1권 (2009년, ISBN 9788983719959)

1. 2권 (2009년, ISBN 9788983719966)

『고다철학당』(ゴーダ哲学堂) : 배두나 주연의 일본 영화 '공기인형'의 원작 단편이 실려 있다.
『신 이야기 (神樣物語)』 : (2014년, ISBN 9788983717030)
『기계장치의 사랑 (機械仕掛けの愛)』: 2014년 세미콜론에서 출간 (현재 2권까지 출간)
1. 1권 (2014년, ISBN 9788983717016)

1. 2권 (2014년, ISBN 9788983717023)